# Tioclomarolo
Il tioclomarolo è un farmaco ad attività anticoagulante appartenente alla famiglia delle cumarine e dei tiofeni.

## Meccanismo d'azione
È sostanzialmente un antagonista competitivo della vitamina K, dove l'attività inibitrice dipende:
- dalla quantità di vitamina k presente nell'organismo
- dall'assorbimento intestinale del farmaco

L'attività anticoagulante si esplica anche per inibizione della biosintesi epatica post-ribosomiale dei fattori della coagulazione attivi vitamina k dipendenti quali protrombina (II), proconvertina (VII), fattore antiemofilico B (IX) ed il fattore Stuart (X).

## Utilizzi
Usato per la cura e la prevenzione di malattie a carattere tromboembolico.

## Effetti avversi
Si riscontrano, con frequenza, emorragie, ecchimosi, epistassi, gengivorragia, ematuria, ematomi sottocutanei e muscolari, più raramente ematomi della bocca e del tratto digestivo.